# AB Thulinverken

A fábrica Thulinverken em 1915-1923.

A AB Thulinverken foi uma companhia localizada em Landskrona, Suécia, fundada em 1914 como Enoch Thulins Aeroplanfabrik pelo aeronauta e técnico de aviões Enoch Thulin. A companhia se tornou a primeira fábrica de aviões Sueca.
Em 1920, a Thulin começou a fabricar automóveis, o que continuou até 1928. Durante a Primeira Guerra Mundial, a companhia enfrentou dificuldades financeiras e foi reestruturada em 1922 como AB Thulinverken.
A fabricação de sistemas de freio tornou-se o principal foco da empresa. Em 1958, a Thulinverken se fundiu com a Svenska AB Bromsregulator (fundada em 1913). O que restou da Thulinverken é hoje em dia, parte da SAB Wabco AB, que por sua vez é controlada pela empresa francesa  Faiveley Transport desde 2004. 

## Produtos

### Aviões
| Modelo    | Baseado em        | Motor                       | Notas            |
| --------- | ----------------- | --------------------------- | ---------------- |
| Thulin A  | Bleriot XI        | Gnome Omega 50 hp           |                  |
| Thulin B  | Morane-Saulnier G | Thulin A                    |                  |
| Thulin C  | Albatros B.II     | Benz Bz.III (or Benz Bz.II) |                  |
| Thulin D  | Morane-Saulnier L | Thulin A                    |                  |
| Thulin E  | Albatros B.II     | Thulin A                    |                  |
| Thulin FA | Albatros B.II     | Benz Bz.III or Mercedes     |                  |
| Thulin G  | Albatros B.II     | Benz Bz.III                 |                  |
| Thulin GA | Albatros B.II     | Curtis or Benz 200 hp       |                  |
| Thulin H  | Own design?       | Thulin A (3)                |                  |
| Thulin K  | Morane-Saulnier L | Thulin G                    |                  |
| Thulin L  | Albatros B.II     | Thulin G                    |                  |
| Thulin LA | Albatros B.II     | Thulin G                    |                  |
| Thulin M  |                   |                             | Pode não existir |
| Thulin N  |                   | Thulin G                    |                  |
| Thulin NA |                   | Thulin G                    |                  |

### Motores aeronáuticos
- Thulin A (Le Rhône 9C giratório refrigerado à ar, 9-cilindros, 80 hp, 105mm x 140mm)
- Thulin D (Le Rhône 18E, essencialmente um 9C de duas colunas, 18-cilindros, 160 hp)
- Thulin E (Benz Bz.III possivelmente refrigerado à água, 6-cilindros, 150 hp. Também fabricado pela Scania-Vabis.[2]
- Thulin G (Le Rhône 11F giratório refrigerado à ar, 11-cilindros, 100 hp, 105mm x 140mm)

### Automóveis
- Thulin A
- Thulin B

### Motocicletas
- Thulin MC I
- Thulin MC II
- Thulin MC II